# 華盛頓號槳帆船 (羅德島)

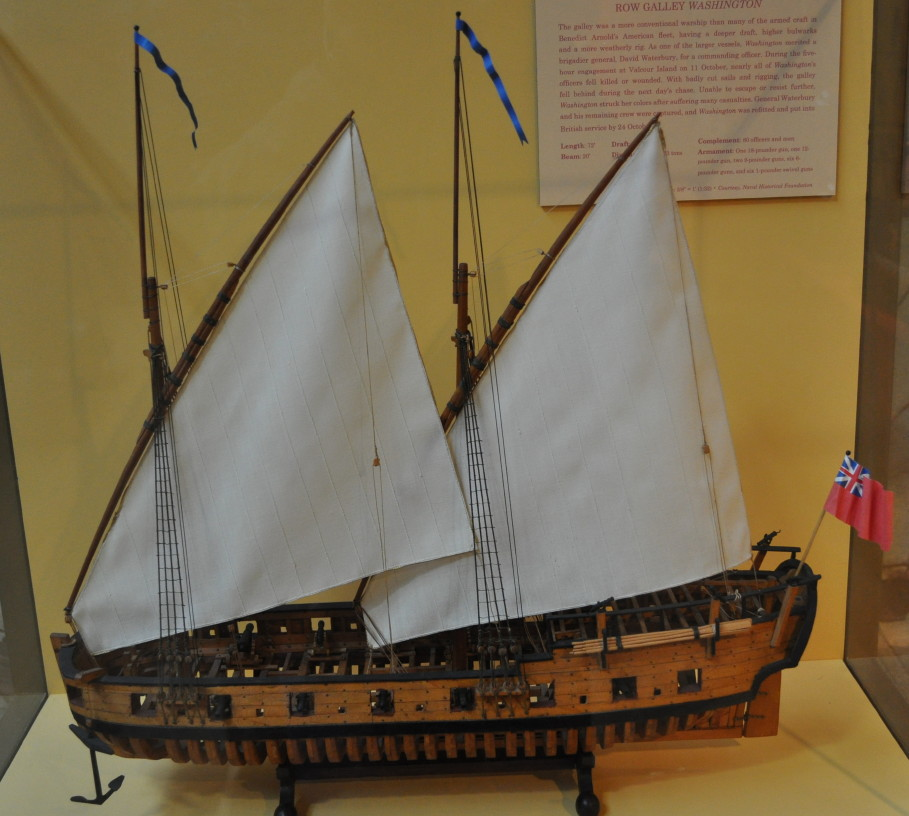
收藏於美國國家海軍博物館中的華盛頓號模型。

華盛頓號（USS Washington）是一艘美國獨立戰爭期間，隸屬於大陸議會的武裝雙桅槳帆船（美國海軍正式船隻分類稱為「row galley」，是同時具有帆船功能但也可在必要時以人力划槳作為推進的雙動力船隻），以當時大陸議會的主帥喬治·華盛頓命名。1775年秋季時在羅德島州議會（Rhode Island General Assembly）的授權與撥款下開始建造，同時起造的還有它的姊妹艦噴火號（USS Spitfire）。
根據州議會的授權，兩艘槳帆船具有60名船員的搭載能力，可利用船兩側配置各15組的划槳手或船上的兩張縱帆作為推進力。船首處設置有一具18磅加農砲，並於船身各處配置多具旋轉砲（Swivel gun）作為武裝。
1776年1月兩艘槳帆船完工下水後，由約翰·葛林（John Grimes）指揮，開始在納拉甘西特灣（Narragansett Bay）運作，負責保護殖民地的船隻、載運士兵，或作為搜糧隊在野外活動時的掩護。1776年7月，兩艘槳帆船被送至紐約市，加入喬治·華盛頓麾下的小型船隊，配置在哈德遜河口以保護當時屬於大陸議會勢力控制範圍的曼哈頓島。
8月3日，在大陸議會艦隊與英國皇家海軍之間的衝突中，班哲明·塔波（Benjamin Tupper）中校率領著他的旗艦華盛頓號對英軍戰艦鳳凰號（HMS Phoenix）與玫瑰號（HMS Rose）逼近，但遭鳳凰號以葡萄彈回擊。在為時約兩小時的交戰後，美軍撤回多布斯碼頭（Dobbs Ferry）。在衝突中有4名美方士兵喪生、14人受傷，英國方面鳳凰號則是遭加儂砲擊中兩回，造成了一些損傷。
1776年夏末，曼哈頓島失守遭英軍攻下，華盛頓號與噴火號在那之後的紀錄不明。